# Loxosceles variegata
Loxosceles variegata es una especie de araña araneomorfa sicárida del género Loxosceles, cuyas integrantes son denominadas comúnmente araña violinista, araña del rincón, araña de los cuadros o araña de los muebles. Habita en el centro de Sudamérica.

## Taxonomía
Descripción original
Esta especie fue descrita originalmente en el año 1897 por el aracnólogo, entomólogo, ornitólogo y botánico francés Eugène Louis Simon, con el nombre científico de Loxosceles variegatus.
Holotipo
La descripción de la especie se basó en un único individuo (holotipo), un ejemplar inmaduro, posiblemente hembra. Fue depositada en la colección Simon del Museum National d'Histoire Naturelle, en París.

## Características
Como en otros integrantes del género Loxosceles, L. spadicea presenta patas largas y finas; los quelíceros están fusionados en las bases; exhibe sobre un algo deprimido cefalotórax un notorio surco longitudinal; y cuenta con 6 brillantes ojos, los que forma una disposición en triángulo con el vértice apuntando hacia el frente, al poseer un par anterior y un par a cada lado.
Relaciones filogenéticas
Loxosceles variegata integra un grupo de especies: el grupo “L. gaucho”, junto con L. niedeguidonae Gonçalves-de-Andrade, Bertani, Nagahama, & Barbosa, 2012 L. chapadensis Bertani, Fukushima & Nagahama, 2010, L. gaucho Gertsch, 1967, L. adelaida Gertsch, 1967 y L. similis Moenkhaus, 1898. Como en todas ellas, la tibia y el tarso del palpus son subiguales en longitud, caracterizando a esta especie el poseer el fémur y la tibia del palpus proporcionalmente similares en grosor y el receptáculo seminal pequeño y con forma de bolsa ovalada. Es muy similar a L. similis pero se diferencia por tener las patas más cortas, además de rasgos de la genitalidad en ambos sexos.

## Distribución y hábitat
Esta especie se distribuye en el centro de América del Sur, siendo endémica del Paraguay. Cuenta con registros de Sapucay, Asunción, Villa Sana, etc.
Está más activa durante la estación cálida. Es nocturna y sedentaria, tejiendo una irregular tela blanca bajo rocas, entre troncos o escombros, bajo la corteza de los árboles o en construcciones humanas, como gallineros, galpones, garajes, etc. Se oculta fácilmente detrás de cuadros o muebles, en hendiduras de paredes, etc.

## Peligrosidad
Esta araña no es agresiva, solo puede morder si se la intenta capturar o accidentalmente se la comprime sobre la piel al introducirse entre la ropa, toallas, sábanas, zapatos, etc.
Es peligrosa para los seres humanos ya que cuenta con glándulas venenosas que producen varias toxinas (la más importante es la esfingomielinasa), las que al ser inoculadas por una mordedura, producen una enfermedad denominada “loxoscelismo”, la que genera una escara necrótica ulcerosa alrededor de la mordedura, sobre una superficie que puede llegar a los 20 cm de diámetro. El tratamiento más efectivo es la aplicación de suero anti-Loxosceles dentro de las 4 horas de producida la mordedura, para así evitar las secuelas de las lesiones iniciales.